# 男女兼用恋愛ゲーム
男女兼用恋愛ゲーム（だんじょけんようれんあいゲーム）は、主人公の性別を男女から選べ、男性キャラ、女性キャラを攻略できる恋愛ゲームのことである。男女両視点ゲーム、男女両対応ゲーム、リバーシブルゲーム（リバゲー）などとも呼ばれる。主人公の性別が選べても、攻略対象が女性か男性のどちらかしかいないものは含まれない。
ひとつのゲーム内で「ギャルゲー」と「乙女ゲーム」二つの要素を楽しめるということになり、中には「ボーイズラブゲーム」や「百合ゲーム」的要素も含まれているものもあるため、恋愛ゲームの全ジャンルが、1本のソフトに詰め込まれているとも言える。

## 概要
ギャルゲー全盛期の1998年頃から、下火になり始めた2000年頃の間に最も多く発売された。売りは「男性だけでなく女性も楽しめる」というものだったが、実際に買ったのは乙女ゲームに飢えていた女性ユーザーばかりで、ギャルゲーが氾濫している中、男性ユーザーが男女兼用のものをプレイすることはほとんどなかった。そのため「男女どちらの層も獲得できる」というメーカー側の期待とは裏腹に、ファンは女性ばかりという結果になることが多い。しかしその女性ファンも、乙女ゲームが増えるに従って、男女兼用の恋愛ゲームの存在をありがたがるようなことがなくなったため、供給・需要共に少なくなる一方である。
男女主人公どちらかしか登場しないもの（男主人公を選ぶと女主人公は存在もしないことになる）と、選ばなかった方の主人公がひとりのキャラクターとして登場する（この場合、攻略対象であることがほとんどである）二つの形式が存在する。

## 種類
男女兼用の恋愛ゲームは2種類に分けることができる。ひとつ目は、単純にギャルゲーと乙女ゲームがセットになったもの。このタイプは、男主人公を選択したときには女性キャラ、女主人公を攻略したときには男性キャラと、異性キャラしか攻略できない。
ふたつ目は、主人公の性別は関係なく、異性も同性キャラも攻略できるもの。こちらの場合、大抵は同性キャラとも恋愛関係になれるので、ボーイズラブゲームや百合ゲームとしての要素も混じることになる。

### 主な男女兼用恋愛ゲーム

#### 主人公が同時に登場する形式
- いつか、重なりあう未来へ（主人公ごとに別ディスクで発売）
- étude prologue 〜揺れ動く心のかたち〜
- エバーグリーン・アベニュー
- STRESSLESS LESSON れすれす
- 青春はじめました!
- ツアーパーティー　卒業旅行にいこう
- ほしがりエンプーサ
- Mystic Mind 〜揺れる想い〜

#### 主人公が片方しか登場しない形式
- élan（エラン）
- 結婚 ～Marriage～（セガサターン版のみ）
- ときめきメモリアルONLINE
- ピノッチアのみる夢
- for Symphony ～with all one's heart～
- ぼくとわたしの恋愛事情
- 悠久幻想曲シリーズ
- ウィザーズハーモニーシリーズ
- 夢☆色いろ

#### その他（不明含む）
- ラストメッセージ（主人公ごとに別ディスクで発売）

### 男女兼用恋愛ゲーム的要素のある一般ゲーム
- かえるの絵本 ～なくした記憶を求めて～
- 高機動幻想ガンパレード・マーチ
- ガンパレード・オーケストラ
- サモンナイトシリーズ
- ジャスティス学園シリーズ
- ジルオール
- スターオーシャン セカンドストーリー
- ソウルクレイドル
- Twelve～戦国封神伝～
- パチパラシリーズ
- フェイバリットディア
- ベアルファレス
- ペルソナ3 ポータブル
- 牧場物語シリーズ